# Nick Ritchie
Nicholas "Nick" Ritchie, född 5 december 1995, är en kanadensisk professionell ishockeyspelare som spelar för Anaheim Ducks i NHL. Han har tidigare spelat på lägre nivå för San Diego Gulls i AHL och Peterborough Petes och Sault Ste. Marie Greyhounds i OHL.
Ritchie draftades i första rundan i 2014 års draft av Anaheim Ducks som tionde spelare totalt.
Han är yngre bror till ishockeyspelaren Brett Ritchie som är kontrakterad till NHL-organisationen Dallas Stars och spelar för deras primära samarbetspartner Texas Stars i AHL.

## Statistik
| 2010–2011  | Toronto Marlboros Minor Mdgt AAA | GTHL       | 61  | 45  | 41  | 86  | 109 | —  | —  | —  | —  | —  |
|            | Georgetown Raiders               | OJHL       | 1   | 0   | 0   | 0   | 0   | —  | —  | —  | —  | —  |
| 2011–2012  | Peterborough Petes               | OHL        | 62  | 16  | 23  | 39  | 60  | —  | —  | —  | —  | —  |
| 2012–2013  | Peterborough Petes               | OHL        | 41  | 18  | 17  | 35  | 50  | —  | —  | —  | —  | —  |
| 2013–2014  | Peterborough Petes               | OHL        | 61  | 39  | 35  | 74  | 136 | 11 | 5  | 5  | 10 | 24 |
| 2014–2015  | Peterborough Petes               | OHL        | 25  | 14  | 18  | 32  | 69  | —  | —  | —  | —  | —  |
|            | Sault Ste. Marie Greyhounds      | OHL        | 23  | 15  | 15  | 30  | 44  | 14 | 13 | 13 | 26 | 28 |
| 2015–2016  | Anaheim Ducks                    | NHL        | 1   | 0   | 0   | 0   | 0   | —  | —  | —  | —  | —  |
|            | San Diego Gulls                  | AHL        | 12  | 9   | 3   | 12  | 10  | —  | —  | —  | —  | —  |
| NHL totalt | NHL totalt                       | NHL totalt | 1   | 0   | 0   | 0   | 0   | —  | —  | —  | —  | —  |
| AHL totalt | AHL totalt                       | AHL totalt | 12  | 9   | 3   | 12  | 10  | —  | —  | —  | —  | —  |
| OHL totalt | OHL totalt                       | OHL totalt | 212 | 102 | 108 | 210 | 359 | 25 | 18 | 18 | 36 | 52 |